# 戴夫·帕克
大衛·金恩·「戴夫」·帕克（英語：David Gene "Dave" Parker，1951年6月9日—2025年6月28日），綽號「眼鏡蛇」，為美國職棒大聯盟的外野手，生涯曾效力過海盜、紅人、運動家、釀酒人、天使與藍鳥等隊。帕克生涯入選過7次明星賽，1978年拿下年度MVP，並拿下兩次世界大賽冠軍。
帕克是大聯盟史上第一位年薪突破一百萬美元的選手，他在1979年1月簽下5年500萬美元的合約打破了紀錄。帕克是一名以守備見長的選手，生涯曾連續三年拿下金手套獎。

## 職業生涯

### 匹茲堡海盜
1973年7月12日，帕克登上大聯盟。他在1977年首度入選明星賽，而且他還在明星賽中分別戴著教士與紅人的頭盔上場，成為史上第一位在明星賽戴著不同頭盔上場的球員。而他在這年拿下國聯打擊王，隔年他再次蟬聯該獎項，並成功拿下MVP。1978年6月30日，帕克因為在跑壘時和捕手相撞造成下顎受傷。不過他後來戴著面罩上場，減少他待在傷兵名單的時間。之後海盜隊與他簽下5年500萬美元的合約。隔年他也成功帶領海盜隊拿下世界大賽冠軍。
1979年開始，雖然帕克的打擊成績逐年下滑，不過仍都成功入選明星賽。1981年，Lawrence Ritter和Donald Honig在出版《棒球史上百大傑出球星》一書中，將帕克納入其中。並公開稱讚帕克成功接替前海盜明星外野手羅伯托·克萊門特因意外逝世後的空缺。
不過帕克在1980年代初開始深受傷勢與體重的困擾，因此他開始接觸古柯鹼。而聯盟也愈來愈多人知道他有接觸禁藥。

### 生涯後期
1983年球季結束後，帕克成為自由球員，後來他選擇加盟紅人隊。1985年，帕克打出繼MVP賽季後的最佳表現。單季打擊率為3成12，並敲出34轟與125分打點。後來他在MVP票選上拿下第二名，僅次於威利·麥基。這年他也是第一屆全壘打大賽的冠軍。
球季結束後，帕克與一些球員陷入了禁藥麻煩。當時包含帕克在內共有7名球員遭到禁賽整季，不過後來他們透過捐出10%薪水給禁藥研究機構，以及服務100小時來換取緩刑，使得他們在1986年還能持續出賽。
1987年，紅人把帕克交易到運動家，換來荷西·里荷和Tim Birtsas。在運動家隊期間，帕克多半擔任指定打擊以延續他的職業生涯。儘管他在1988年和1989年都能敲出至少12轟，不過打擊率卻也急遽下滑。1989年，帕克帶領著一群年輕球員拿下世界大賽冠軍，這也是帕克的第二冠。
1990年，帕克加盟釀酒人。整年他的打擊率為2成89，並敲出21轟。不過當時釀酒人想把陣容年輕化，因此將帕克交易到天使，換來丹堤·比薛特。
1991年，帕克在季末被天使隊釋出，隨後他加入藍鳥隊。藍鳥隊當初為了季後賽才找來帕克，不過由於太晚加入，導致帕克無法進入季後賽名單中。最終藍鳥隊在美聯冠軍賽落敗，帕克也在球季結束後退休。

## 退休之後
退休後，帕克先後在天使與紅雀擔任一壘教練和打擊教練。之後還到海盜隊擔任特別打擊指導員。
由於帕克在職業生涯期間受到禁藥質疑，使得他每年的名人堂票選得票率都不超過24%。這起匹茲堡禁藥審判連帶影響許多選手，包含基斯·赫南德茲和提姆·雷恩斯在內，不是得票率遠遠不夠，就是過了很久才成功入選。
帕克在職業生涯期間膝蓋都有傷勢，使得他後來必須動手術替換兩邊膝蓋骨。2013年，帕克在一次訪談時提到他罹患帕金森氏症。目前他和妻子住在俄亥俄州的洛弗蘭德。
2014年，帕克成功入選紅人隊名人堂。
2025年初，帕克入選名人堂。不過他在6月28日因病辭世，距離名人堂入選典禮僅有29天。

## 生涯成績
| 出賽次數 | 打席   | 打數  | 得分  | 安打  | 二安 | 三安 | 全壘打 | 打點  | 盜壘 | 保送 | 三振  | 打擊率 | 上壘率 | 長打率 | OPS  |
| -------- | ------ | ----- | ----- | ----- | ---- | ---- | ------ | ----- | ---- | ---- | ----- | ------ | ------ | ------ | ---- |
| 2,466    | 10,184 | 9,358 | 1,272 | 2,712 | 576  | 75   | 339    | 1,493 | 154  | 683  | 1,537 | .290   | .339   | .471   | .810 |

## 參看
- 美國職棒大聯盟全壘打排行榜
- 美國職棒大聯盟長打數排行榜
- 美國職棒大聯盟打點排行榜
- 美國職棒大聯盟打擊王
- 美國職棒大聯盟打點王

## 外部連結
- 球員資訊和成績在MLB，ESPN ，Retrosheet ，Baseball Reference ，Baseball Reference (Minors) ，Fangraphs ，The Baseball Cube ，Baseball Almanac （英文）
- 戴夫·帕克在台灣棒球維基館上的頁面（繁體中文）

| 奖项与成就                 | 奖项与成就                                  | 奖项与成就                        |
| -------------------------- | ------------------------------------------- | --------------------------------- |
| 前任： 彼得·羅斯 戴爾·墨菲 | 國聯單月表現最佳球員 1978年8、9月 1985年5月 | 繼任： 喬治·佛斯特 Pedro Guerrero |
| 前任： Bill Lachemann      | 安那罕天使隊一壘教練 1997年                 | 繼任： George Hendrick            |
| 前任： George Hendrick     | 聖路易紅雀隊打擊教練 1998年                 | 繼任： Mike Easler                |